# Schmellerforst
Schmellerforst är ett kommunfritt område i Landkreis Augsburg i Regierungsbezirk Schwaben i förbundslandet Bayern i Tyskland.